# Børning
Børning er en norsk actionfilm fra 2014. Den er inspireret af filmserien Fast & Furious.
Filmen er blevet fulgt op af Børning 2 (2016) og Børning 3 (2020).

## Medvirkende
- Anders Baasmo Christiansen
- Ida Husøy
- Trond Halbo
- Jenny Skavlan
- Otto Jespersen
- Sven Nordin
- Camilla Frey
- Marie Blokhus
- Zahid Ali
- Henrik Mestad
- Steinar Sagen
- Oskar Sandven Lundevold